# Tutor
Ein Tutor (lateinisch tutor für ‚Vormund‘, ‚Beschützer‘) ist im akademischen Bereich eine Person, die an Universitäten oder Hochschulen mit der Begleitung, Unterrichtung und Leitung anderer Personen beauftragt ist. Diese spezielle Form des Kurses nennt man auch Tutoriat, Tutorat oder Tutorium, in dem der Tutor beobachtet und bei Problemen der Studenten helfend eingreift. Dabei ist der Tutor in der Regel selbst auch (noch) Student.
Darüber hinaus gibt es Tutoren auch an Schulen und im Bereich des E-Learnings (Tele-Tutoren). Ein Tutor ist nicht immer mit Lernbegleitung oder Unterricht betraut. Er kann auch in anderer Hinsicht Betreuer, Ansprechpartner oder eine Vertrauensperson sein.

## Ursprung
Im römischen Recht ist der tutor der Vormund von Personen, denen die Rechtsordnung, obwohl sie sui iuris („eigenen Rechts“) sind (sie stehen unter niemandes Gewalt), keine selbständige Handlungsfähigkeit zugesteht:
- tutor impuberum für Unmündige, unterteilt in
  - Vormundschaft für Kinder (infantes): bis zum Erreichen der Sprachfähigkeit bzw. in der Nachklassik bis zum 7. Lebensjahr (infantia)
  - Vormundschaft für Unmündige (impubes): bis zum Erreichen der Geschlechtsreife, d. h. bei Knaben bis zum 14. Lebensjahr, bei Mädchen bis zum 12. Lebensjahr (infantia maior)
- tutor mulieris für Frauen (Geschlechtsvormundschaft)

Die Vormundschaft (tutela) konnte auf drei Wegen ausgelöst werden: testamentarisch (tutela testamentaria), durch Gesetz (tutela legitima) und durch richterliche Berufung (tutela dativa).
Der tutor hat über das Vermögen und den Mündel eine der Hausgewalt des pater familias ähnliche Herrschaft, jedoch ist der Mündel durch eine Vielzahl von gesetzlichen Regelungen gegenüber Missbrauch von Vermögen durch den tutor geschützt. Der tutor ist immer nur Treuhänder des Mündelvermögens, Eigentümer bleibt der Mündel selbst.

## Der Tutor als Lernbegleiter
Tutorielle Lernbegleitung erfordert einen strukturell vorbestimmten und vorgedachten Lernprozess. Diese Art des Lernens hat ihre Wurzeln im Kognitivismus. Der Lernende hangelt sich bei dieser Lehrstrategie an einem so genannten „roten Faden“ durch einen weitgehend linearen Lernprozess. Der Tutor kennt die Anforderungen und Lösungen. Er kann bei Fehlern oder Überforderung des Lernenden jederzeit helfend eingreifen. Viele Lernende empfinden diese Strategie als sehr angenehm, weil sie die Führung kaum als einschränkend empfinden und auf effiziente Weise einen fest umrissenen Lerninhalt beherrschen lernen. 
Vertreter des Konstruktivismus lehnen diese Strategie ab und setzen auf entdeckendes Lernen, wofür der Coach besser geeignet ist.

## Akademische Tutoren
An der Universität sind Tutoren als studentische Hilfskraft angestellte Studenten oder Doktoranden, die Übungen oder Tutorien leiten.
Ein Tutorium oder Tutorat kann an einer Hochschule eine Lehrveranstaltung in der Studieneingangsphase sein, in der ein fortgeschrittener Student eine Lehrveranstaltung unterstützt, indem er mit den Teilnehmern Grundkenntnisse vertieft und -fertigkeiten einübt. Im Unterschied dazu wird eine Lehrveranstaltung, die eine Vorlesung unterstützt und von einem Professor oder Mitarbeiter eines Lehrstuhls abgehalten wird, meist Übung genannt. Die Bezeichnungen „Tutorium“ und „Übung“ können allerdings je nach Universität und Größe der Lehrveranstaltung variieren.
In den letzten Jahren haben sich weitere Varianten des Tutoriums an Hochschulen verbreitet. In Orientierungseinheiten (OE) weisen Tutoren die Studenten meist eine Woche in die elementaren Fertigkeiten des Studienalltags ein. In Erstsemestertutorien werden begleitet überfachliche Themen wie Prüfungsvorbereitung oder Zeitmanagement thematisiert.
Inzwischen wurden an vielen Hochschulen Organisationseinheiten geschaffen, die sich um die Qualifizierung und Begleitung von Tutoren kümmern, sog. Tutorienprogramme. Diese haben sich seit 2009 zum Netzwerk Tutorienarbeit an Hochschulen zusammengeschlossen und tauschen sich regelmäßig zweimal im Jahr aus. Zum zehnjährigen Bestehen dieser Vernetzung wurde der 1. September zum jährlichen Tag der Tutorien bestimmt.

## Tutoren im Schulwesen
Außerdem werden an vielen Gymnasien und Realschulen „Tutoren“, also Schüler aus höheren Klassenstufen dazu eingesetzt, vor allem den jüngsten Schülern den Einstieg in die neue Schulart zu erleichtern und eine Klassengemeinschaft aufzubauen. Darüber hinaus wirken sie bei klassengemeinschaftlichen Ausflügen (zum Beispiel Wandertagen) mit und sind für die jungen Schüler in vielerlei Beziehung Ansprechpartner und Vertrauenspersonen. Zunehmend werden Tutoren unterrichtsergänzend in fachbezogenen Kursen (Trainingskurse, Kleingruppen) oder im offenen (Ganztags-)Angebot eingesetzt (LernZentrum, Tutorenlernen). Dazu werden sie in der Regel in Seminaren oder Tutorenschulungen speziell auf ihre Aufgaben in den Bereichen Konfliktlösung, Umgang mit Kindern, Methodik und Didaktik vorbereitet.
In Baden-Württemberg, Berlin, Brandenburg, Bremen, Hessen, Hamburg, in Niedersachsen, in Mecklenburg-Vorpommern, im Saarland, in Sachsen-Anhalt und in Sachsen werden Lehrer in den Klassenstufen 12 und 13 (G9) bzw. 11 und 12 (G8), die Aufgaben des Klassenlehrers wahrnehmen, Tutor genannt. In Berlin und Niedersachsen muss der Tutor i. d. R. ein Leistungskurslehrer sein.
In Schleswig-Holstein werden ebenfalls in den Jahrgangsstufen 12 und 13 (G9) bzw. 11 und 12 (G8) Tutoren gewählt. Diese ersetzen im alten Leistungskurssystem den Klassenlehrer und können frei gewählt werden. Sie unterstützen den Jahrgangsleiter, indem sie sich um die Schüler kümmern, die sie gewählt haben. Meistens sind diese Lehrer gleichzeitig die LK Lehrer – sie sind jedoch frei wählbar. Mit dem Auslauf des Leistungskurs-Modells in Schleswig-Holstein zum Schuljahr 2010/2011 entfällt die Wahl des Tutors, da es in der Profiloberstufe weiterhin Klassenverbände gibt.

## Tele-Tutoren
Mittlerweile haben sich auch viele freiberufliche und festangestellte Trainer zu Tele-Tutoren weiterqualifiziert. Es gibt eine Vielzahl an nationalen und internationalen Tutorenausbildungen, die Trainer dazu befähigen, Lernprozesse mit Unterstützung der neuen Medien zu begleiten und zu fördern. Weiterhin gibt es inzwischen auch virtuelle Tutoren, die zu den pädagogischen Agenten zählen.

## Tutoren als Studentenvertreter
In Studentenwohnheimen sind Tutoren in der Regel Studenten, die selbst im Wohnheim wohnen und die Interessen der Bewohner gegenüber dem Studentenwerk vertreten (und auch umgekehrt). In verschiedenen Positionen wie EDV-Tutor, Ausländer-Tutor, Kultur-Tutor usw. kümmern sie sich um bestimmte Aufgaben und Veranstaltungen im Wohnheim, z. B. Einrichten des Internets, internationale Kochabende oder Sportveranstaltungen.